# Kerivoula kachinensis
Kerivoula kachinensis (Bates, Struebig, Rossiter, Kingston, Sia Sein Lein Oo & Khin Mya Mya, 2004) è un pipistrello della famiglia dei Vespertilionidi diffuso in Indocina.

## Descrizione

### Dimensioni
Pipistrello di piccole dimensioni, con la lunghezza dell'avambraccio tra 41 e 43 mm, la lunghezza della coda tra 56 e 61 mm, la lunghezza delle orecchie tra 14 e 16 mm e un peso fino a 9,1 g.

### Aspetto
La pelliccia è lunga, densa e lanosa. Le parti dorsali sono bruno-grigiastre con la base dei peli scura, mentre le parti ventrali sono leggermente più chiare. Il muso è lungo, appuntito e nascosto nel denso pelame facciale. Gli occhi sono piccolissimi. Le orecchie sono grandi, ben separate tra loro, a forma di imbuto e con una concavità sul bordo posteriore appena sotto l'estremità arrotondata. Il trago è lungo, sottile, affusolato e con un piccolo lobo alla base posteriore Le membrane alari sono grigio-brunastre scure. Una callosità ovale è presente alla base del pollice. Le ali sono attaccate posteriormente alla base della prima falange dell'alluce. La lunga coda è completamente inclusa nell'ampio uropatagio. Il cranio presenta una scatola cranica insolitamente appiattita.

### Ecolocalizzazione
Emette ultrasuoni sotto forma di impulsi a bassa intensità e breve durata con frequenza modulata tra 123 e 124,9 kHz.

## Biologia

### Alimentazione
Si nutre di insetti.

## Distribuzione e habitat
Questa specie è diffusa in Myanmar nord-orientale, Thailandia settentrionale, Vietnam settentrionale e centrale, Laos e Cambogia.
Vive nelle foreste sempreverdi e decidue miste fino a 800 metri di altitudine.

## Conservazione
La IUCN Red List, considerato il vasto areale, la mancanza di minacce e sebbene non sia abbondante, classifica K.kachinensis come specie a rischio minimo (Least Concern)).